# 31402 Negishi
31402 Negishi è un asteroide della fascia principale. Scoperto nel 1999, presenta un'orbita caratterizzata da un semiasse maggiore pari a 2,5345559 UA e da un'eccentricità di 0,1792975, inclinata di 16,49175° rispetto all'eclittica.